# Władysław Budyński
Władysław Budyński (ur. 15 kwietnia 1914) – polski nauczyciel „Sprawiedliwy wśród Narodów Świata”.

## Życiorys
W trakcie II wojny światowej przebywał w Krakowie. W 1943 r. poślubił Czesławę Bandalowską, która nie wyjawiła mu, że w rzeczywistości nazywa się Chana Landau i jest Żydówką, która po śmierci swoich bliskich uciekła ze Lwowa i obozu Janowskiego. Dopiero po czasie powiedziała mu prawdę. Władysław, jako że wychowywał się wśród Żydów, nie miał za złe swojej małżonce, że ta zataiła przed nim swą prawdziwą tożsamość. Działał w podziemiu socjalistycznym, wykorzystywał swą posadę w niemieckiej firmie, w której był zatrudniony, pomagał Żydom m.in. zdobywając dla nich fałszywe papiery czy też załatwiając im miejsce pracy. W 1944 r. Władysław wraz z małżonką został aresztowany przez Gestapo pod zarzutem działalności konspiracyjnej. Był przesłuchiwany i torturowany, udało mu się jednak przeżyć. Po wojnie, w 1969 r., wraz z małżonką wyjechał do Szwecji.
17 lipca 1982 r. Instytut Jad Waszem uhonorował Władysława Budyńskiego medalem „Sprawiedliwy wśród Narodów Świata”.